# Lengau
Pour l’article homonyme, voir Comté de Lengau.
Lengau est une commune autrichienne du district de Braunau am Inn en Haute-Autriche.